# Serieåret 2013

## Händelser
- 15-17 mars MegaCon (Orange County Convention Center, Orlando, Florida))
- 26-28 april (McCormick Place Complex, Chicago)[1]
- 17-19 maj: Motor City Comic Con (Suburban Collection Showplace, Novi, Michigan)
- 27-29 september : Pittsburgh Comicon (Monroeville Convention Center, Monroeville, Pennsylvania)